# Часовня Николая Чудотворца (Новосибирск)
Часовня Николая Чудотворца — православная часовня в Новосибирске, расположена на Красном проспекте. Является одним из символов города.

## Строительство

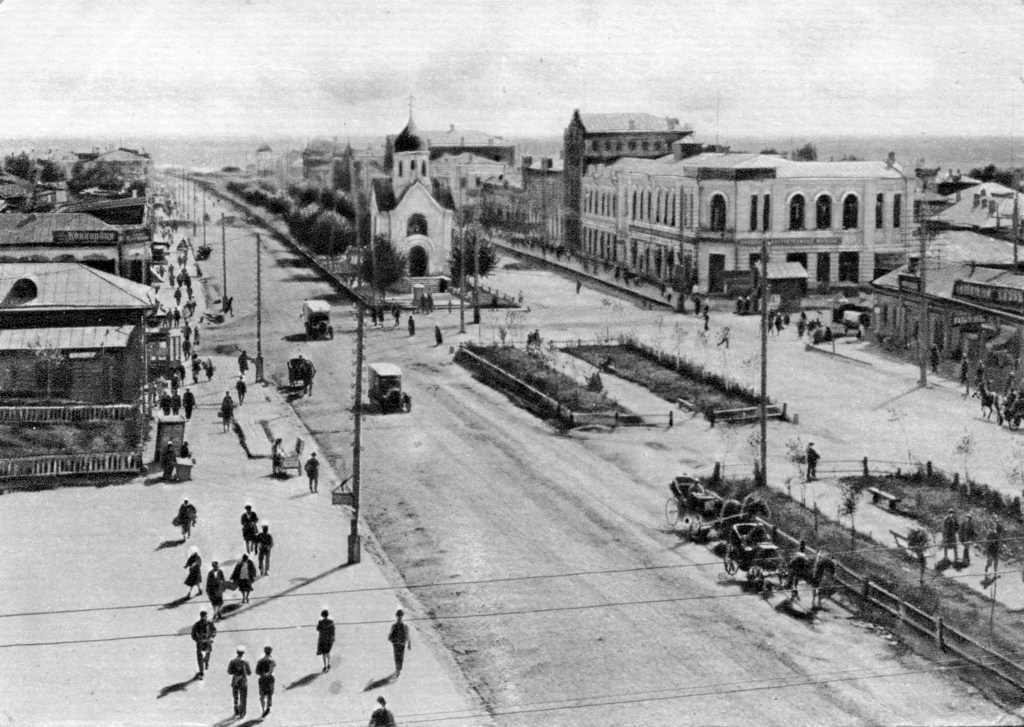
Часовня Святого Николая, вид с крыши «Дома Ленина» (между 1925—1929 гг.)

Строительство часовни началось 20 июля 1914 года в ознаменование 20-летнего юбилея со дня закладки железнодорожного моста через Обь на пересечении Николаевского (ныне Красного) проспекта и улицы Тобизеновской (ныне улицы Максима Горького).
Благотворительное общество «Ясли» начало ходатайствовать перед властями о разрешении построить часовню имени святого Николая в связи с 300-летием дома Романовых в 1913 году. Город был назван в честь святого покровителя царствующего императора Николая II, поэтому во имя Николая Чудотворца было решено возвести часовню. В октябре 1913 года было получено формальное разрешение на строительство от Томского епархиального управления.
Проект безвозмездно составил известный архитектор Андрей Крячков. В общественный строительный комитет вошли известные новониколаевские купцы М. Л. Вишняков, З. М. Джурич, В. Н. Цевковский, Г. Д. Маштаков, И. М. Некрасов и Д. Е. Барабанов, а также инженер Ф. Ф. Рамман, которому, как городскому архитектору, поручался строительный контроль за ходом сооружения часовни. Большую часть работы по устройству часовни взяли на себя городской голова Алексей Беседин, протоиерей Покровской церкви Диомид Чернявский — председатель Правления общества «Ясли» и начальница приюта «Ясли» М. В. Востокова.
Впервые в истории города был использован метод «народной стройки». Так, усилиями общественности города были получены бесплатные железнодорожные билеты на провоз колоколов. Благословение на строительство дал епископ Томский и Алтайский Анатолий, который прислал в дар икону святого Николая с частицей мощей великомученика и целителя Пантелеимона.
6 (19) декабря 1914 года (на Николу Зимнего) состоялось торжественное освящение часовни. Первоначально она была приписана храму святого Александра Невского, где до освящения часовни находилась икона святого Николая. Впоследствии часовня стала самостоятельным приходом.

## Разрушение часовни

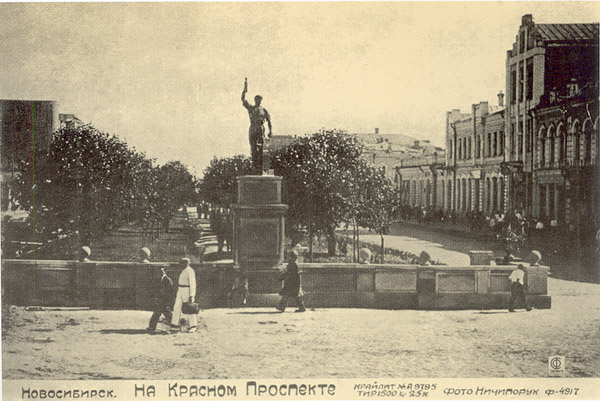
Фигура комсомольца-молотобойца на месте разрушенной часовни (между 1930—1938 гг.)

В советское время часовня была закрыта. 9 ноября 1929 года на заседании Новосибирского Окрисполкома было одобрено постановление горсовета о сносе часовни на Красном проспекте «учитывая пожелания трудящихся масс и считаясь с благоустройством города». Опись от 3 февраля 1930 года свидетельствует о том, что было конфисковано абсолютно всё имущество прихода.
В процессе уничтожения часовни местные советские и партийные органы пошли на нарушение закона. Постановление ВЦИК от 1929 года «О религиозных объединениях» предполагало довольно длительную процедуру закрытия церкви. Но городские власти стремились завершить дело как можно быстрее. 27 декабря 1929 года решение Новосибирского Облкрайисполкома было утверждено президиумом Сибкрайисполкома.
Снос здания начался 29 января 1930 года.
На месте часовни недолгое время находилась статуя «Комсомолец», а затем памятник И. В. Сталину, который был убран в 1950-х годах.

## Восстановление часовни
21 сентября 1991 года состоялся крестный ход от Вознесенского кафедрального собора к месту закладки часовни, был совершён чин освящения закладного камня в основание восстанавливаемой часовни. Архитектурный проект часовни выполнил Пётр Чернобровцев, а роспись часовни произвёл его отец, художник-монументалист Александр Чернобровцев.
Часовня была вновь возведена в 1993 году к 100-летнему юбилею Новосибирска. Восстановленная часовня находится немного в другом месте, дальше от перекрёстка, где она располагалась изначально.
В 2002 году Новосибирск стал центром празднования Дня славянской культуры и письменности. Патриарх Московский и Всея Руси Алексий II принёс в дар городу икону святого Николая. Через год наместник Свято-Данилова монастыря в Москве архимандрит Алексий доставил в Новосибирск частицу святых мощей Николая Чудотворца, которые были помещены в икону.
Настоятелем часовни служит протоиерей Георгий Патрин. В дни православных праздников совершается крестный ход к часовне.

## Архитектура
Часовня стоит на цоколе — возвышении, облицованном камнем, имеющим «рваную» фактуру. К входу в часовню ведёт паперть — ряд ступеней. Над входом, в полукруглой арке, находится изображение Святителя и Чудотворца Николая, выполненное в технике мозаики.
Здание часовни выполнено из кирпича, отштукатурено и побелено. Фасады завершаются закомарами в виде арок, имеющих плавные изгибы и остроконечное завершение в верхней части.
Объём здания часовни увенчан куполом, покоящимся на круглом высоком барабане, прорезанном восемью высокими и узкими окнами.

## Центр Российской империи
После восстановления на Красном проспекте Новосибирска часовни Николая Чудотворца в печати появилось немало сообщений о том, что Новосибирск стал территориальным центром России. Впервые эта мысль прозвучала 21 декабря 1988 года в радиопередаче «Микрофорум», где часовня называлась центром Российской империи и говорилось о том, что её надо восстановить.
- 3 февраля 1992 года в газете «Вечерний Новосибирск» опубликована статья под рубрикой «Страница истории», в которой указывалось, что «часовня святителя и чудотворца Николая Мирликийского построена в 1915 году на пересечении Тобизеновской улицы и Николаевского проспекта в память о 300-летии царствования дома Романовых и отмечалась как географический центр Российской империи»[источник не указан 2262 дня].
- 2 июля 1993 года в газете «Советская Сибирь» в статье «Возвращение часовни» отмечалось, что в то время ярмарочная центральная площадь Новониколаевска была принята за географический центр Российской империи, и поэтому городская управа решила возвести часовню только в символическом центре Российской империи — на перекрёстке улиц Тобизеновской и Николаевского проспекта[источник не указан 2262 дня].

Сейчас географический центр Российской Федерации, координаты которого проверены Федеральной службой геодезии и картографии, находится на юго-восточном берегу озера Виви, в Эвенкийском районе Красноярского края, где установлен соответствующий памятный знак.

## Галерея

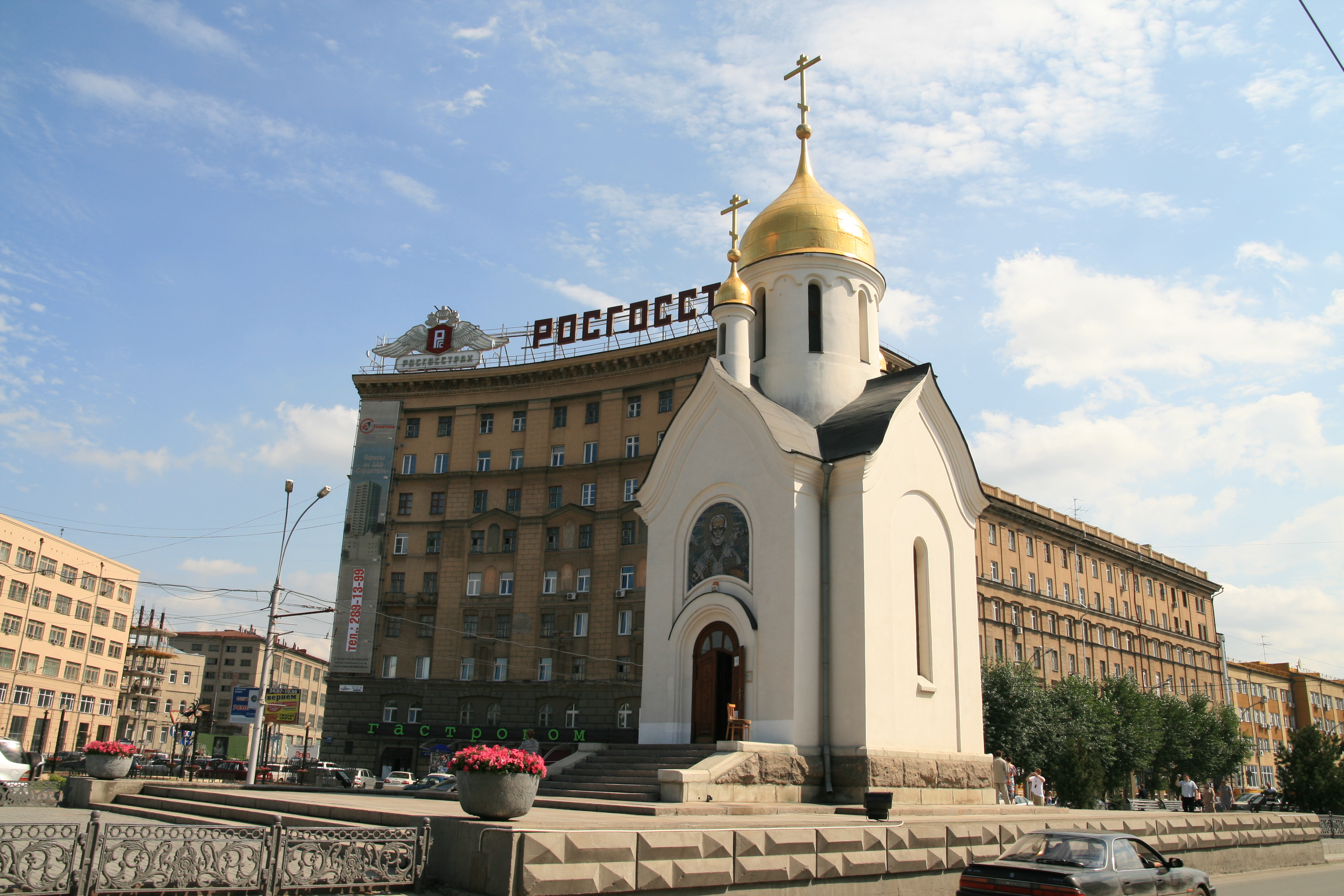
Часовня в 2008 году
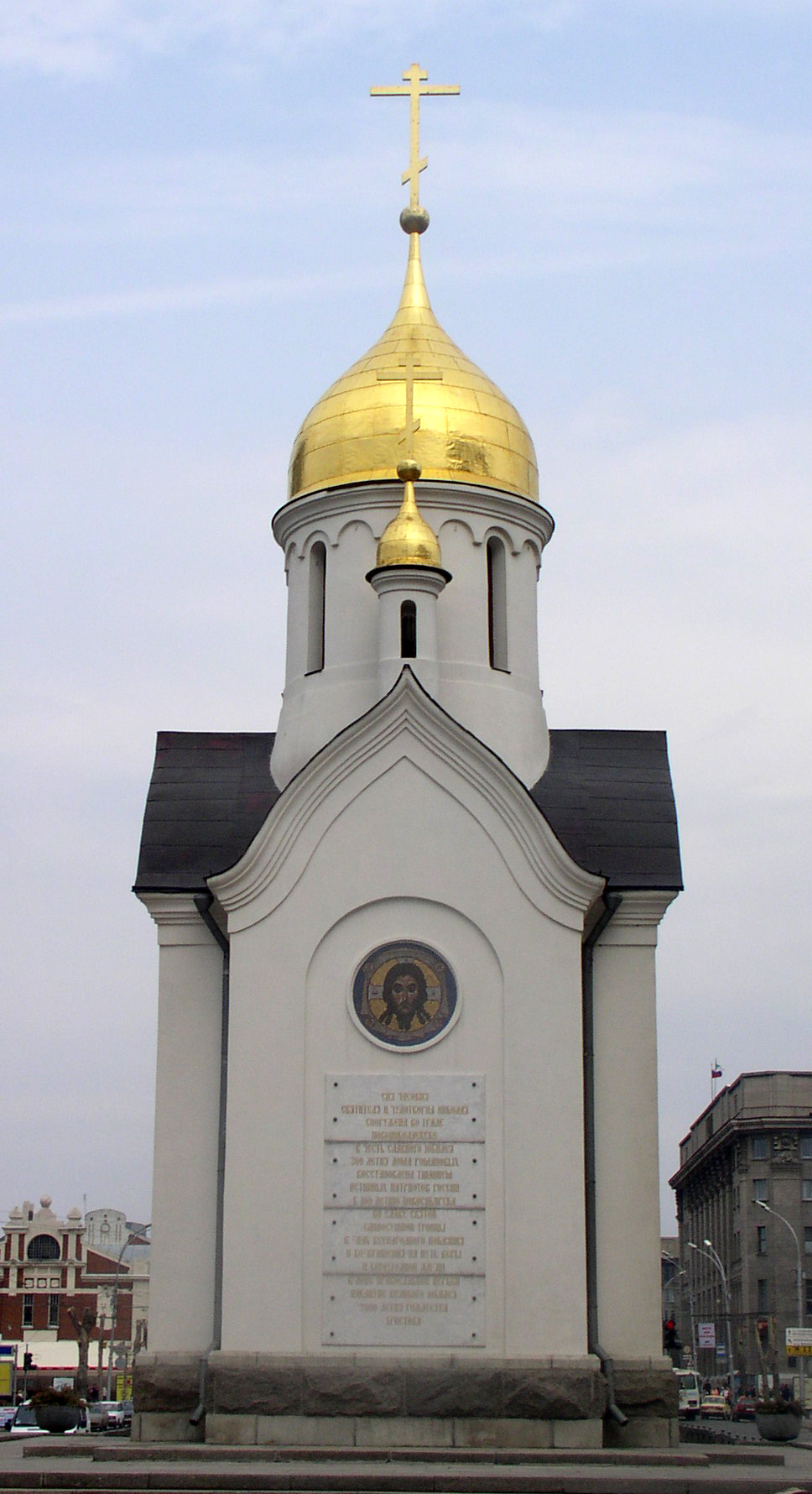
Вид с юга
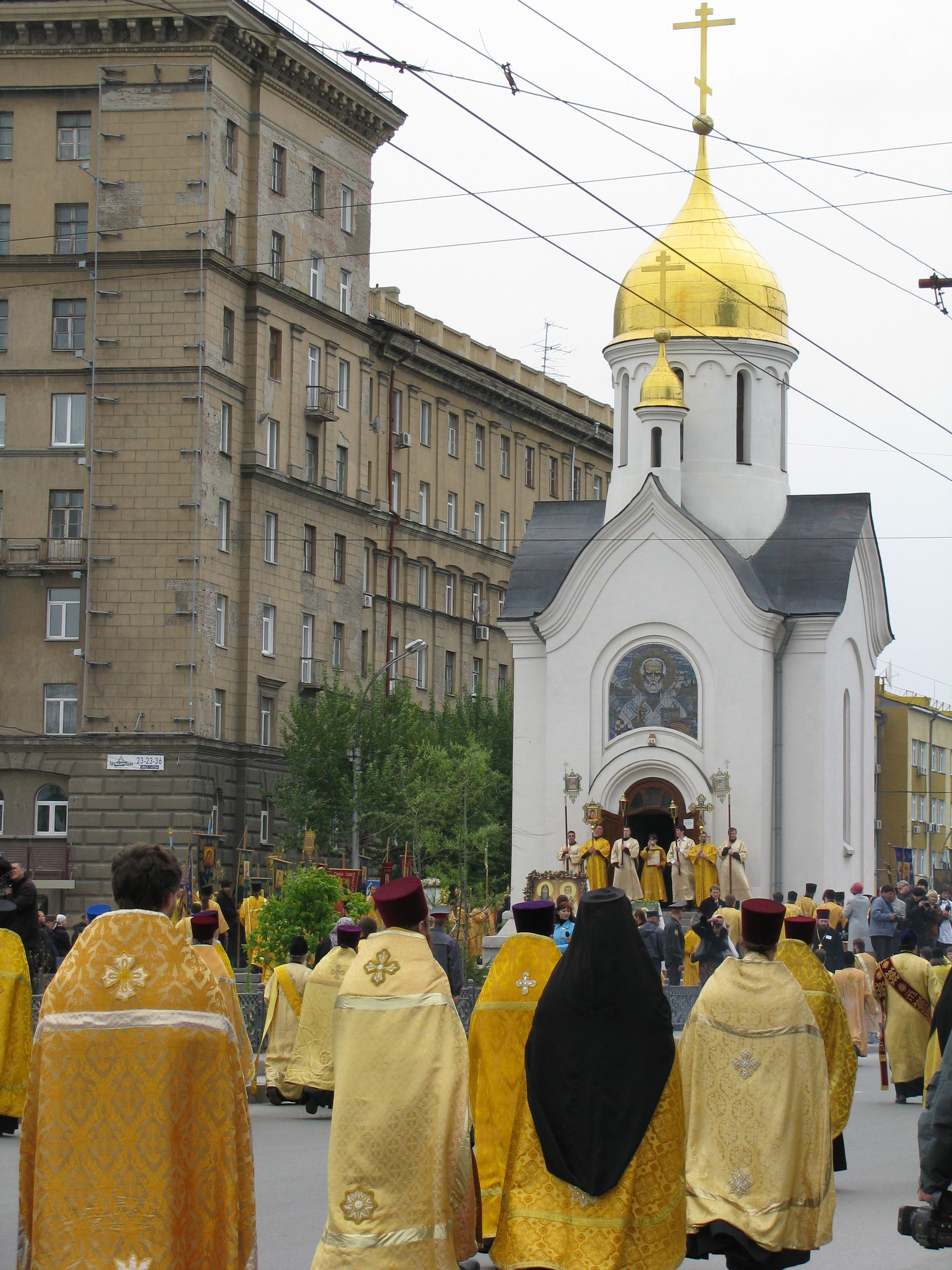
Крестный ход
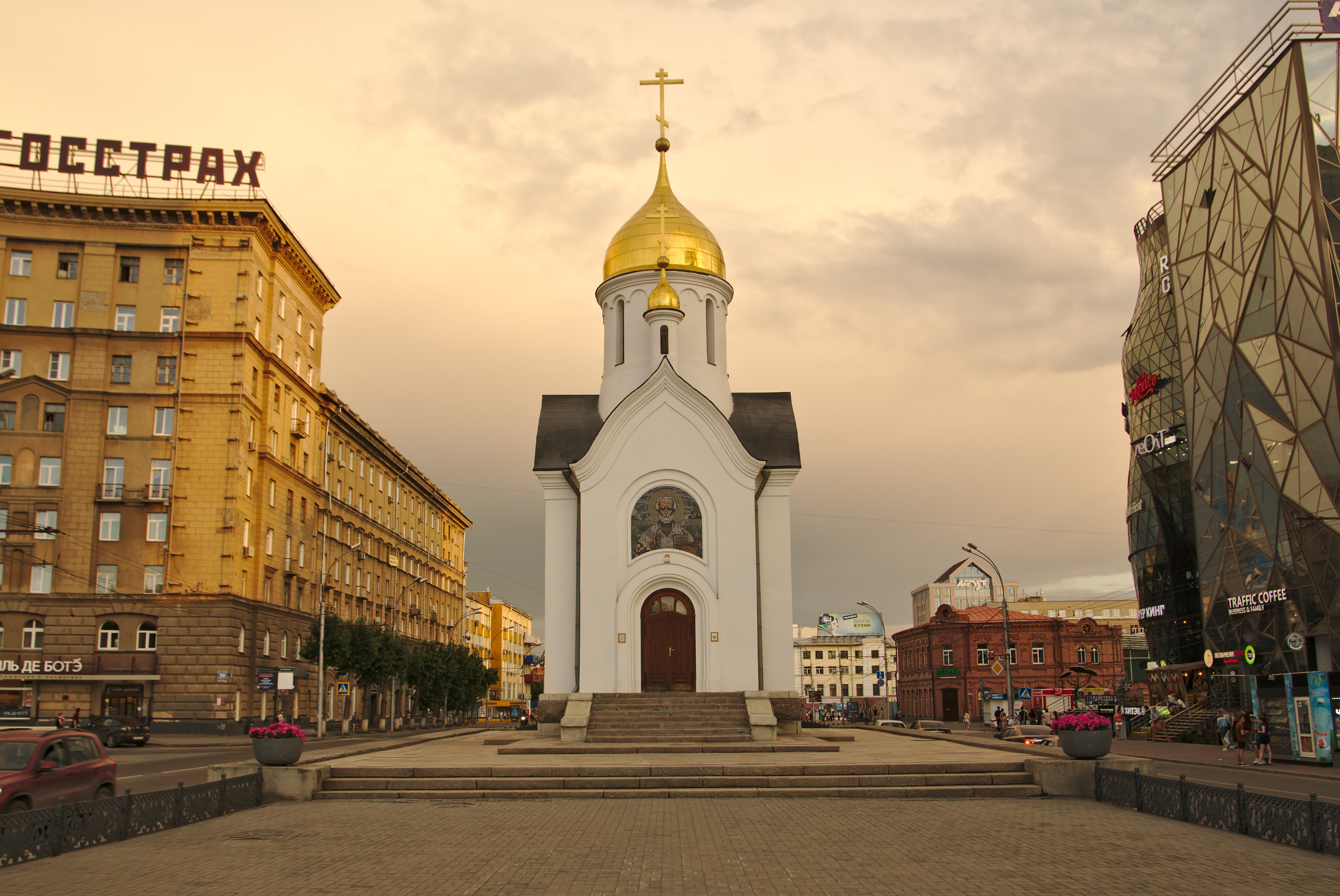
Часовня в 2017 году